# Tetrallus densepunctatus
Tetrallus densepunctatus är en skalbaggsart som beskrevs av Max Bernhauer 1905. Tetrallus densepunctatus ingår i släktet Tetrallus och familjen kortvingar. Inga underarter finns listade i Catalogue of Life.